# Droga wojewódzka nr 234
Droga wojewódzka nr 234 (DW234) – droga wojewódzka w woj. pomorskim o długości 22 km łącząca Skórcz z Gniewem. Droga przebiega przez 2 powiaty: starogardzki (gminy: Skórcz i Bobowo) i tczewski (gminy: Morzeszczyn i Gniew).

## Miejscowości leżące przy trasie DW234
- Skórcz (DW214, 222, 231)
- Wielbrandowo
- Borkowo
- Rzeżęcin (DW641)
- Morzeszczyn (DW644)
- Dzierżążno
- Gogolewo
- Gniew (DK91, DW219, DW518)